# Richard Schmidt (Politiker, 1871)

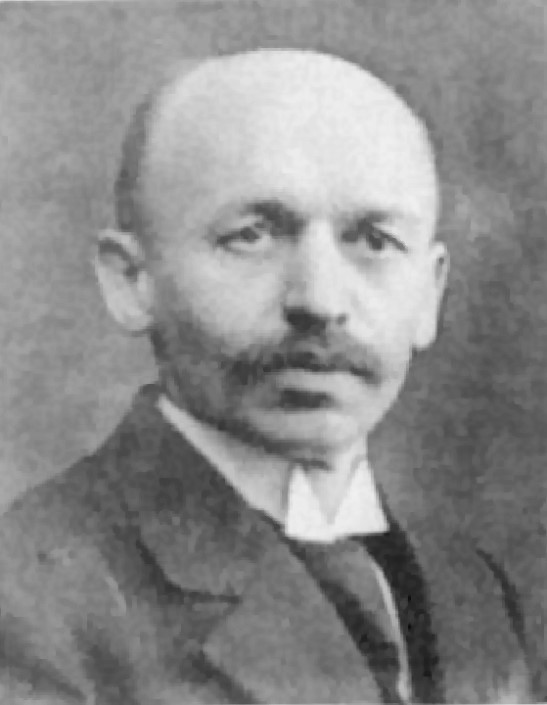
Richard Schmidt

Franz Richard Schmidt (* 4. Mai 1871 in Krögis bei Meißen; † 13. Februar 1945 in Dresden) war ein deutscher Politiker der SPD. Er war von 1912 bis 1930 Mitglied des Reichstages und von 1923 bis 1933 Amtshauptmann von Meißen.

## Leben und Beruf
Schmidt besuchte bis 1885 die Volksschule in Krögis und absolvierte anschließend eine Töpferlehre in Meißen, die er 1889 mit der Gesellenprüfung abschloss. Nachdem er bis 1899 als Töpfer gearbeitet hatte, war er bis 1908 als Buchhändler tätig. Anschließend fungierte er in der Gewerkschaft der Töpfer als hauptamtlicher Arbeitersekretär und Redakteur der Gewerkschaftszeitung.
Nach der Machtergreifung der Nationalsozialisten wurde Schmidt am 10. März 1933 vorübergehend in „Schutzhaft“ genommen. 1934 zog er nach Dresden und betrieb dort eine Tabakwarenhandlung. Er starb 1945 kurz vor dem alliierten Bombenangriff auf Dresden.

## Abgeordneter
Schmidt, der bereits seit 1907 dem Meißener Stadtrat angehört hatte, wurde erstmals 1912 für den Reichstagswahlkreis Königreich Sachsen 7 (Meißen–Großenhain) in den Reichstag des Kaiserreichs gewählt, dem er bis 1918 angehörte. Nach Ausbruch der Novemberrevolution 1918 war Schmidt Vorsitzender des Arbeiter- und Soldatenrates für Meißen-Stadt und -Land. Er gehörte seit der Wahl zur Deutschen Nationalversammlung am 19. Januar 1919 bis zu deren Ende im Jahr 1920 als Vertreter des Wahlkreises Sachsen 1 der Weimarer Nationalversammlung an. Anschließend war er bis 1930 erneut Reichstagsabgeordneter des Wahlkreises Dresden–Bautzen.

## Amtshauptmann
Unter der Regierung von Ministerpräsident Erich Zeigner (SPD) wurde Schmidt am 1. Oktober 1923 zum Amtshauptmann der Amtshauptmannschaft Meißen ernannt. Dieses Amt hatte er bis zu seiner Entlassung durch die Nationalsozialisten im März 1933 inne.